# La Lucerne-d'Outremer
La Lucerne-d'Outremer è un comune francese di 849 abitanti situato nel dipartimento della Manica nella regione della Normandia.

## Monumenti e luoghi d'interesse
- Abbazia della Santissima Trinità di La Lucerne, abbazia risalente alla netà del 1100

## Società

### Evoluzione demografica
Abitanti censiti